# Emissaries (album)
Emissaries – czwarty album studyjny blackmetalowej grupy muzycznej Melechesh. Wydawnictwo ukazało się 30 października 2006 nakładem wytwórni muzycznej Osmose Productions. Był to również ostatni album wydany przez Osmose.

## Lista utworów
1. "Rebirth of the Nemesis" (słowa: Ashmedi, muzyka: Moloch, Ashmedi) - 06:38
2. "Ladders to Sumeria" (słowa: Ashmedi, muzyka: Ashmedi) - 04:02
3. "Deluge of Delusional Dreams" (słowa: Ashmedi, muzyka: Ashmedi) - 06:25
4. "Touching the Spheres of Sephiroth" (słowa: Ashmedi, muzyka: Al'Hazred, Ashmedi) - 03:10
5. "Gyroscope (The Tea Party cover)" (muzyka: The Tea Party, słowa: The Tea Party) - 02:58
6. "Double Helixed Sceptre" (słowa: Ashmedi, muzyka: Ashmedi) - 05:56
7. "The Scribes of Kur" - 06:35 (utwór instrumentalny)
8. "Leper Jerusalem" (słowa: Ashmedi, muzyka: Ashmedi) - 03:49
9. "Sand Grain Universe" (słowa: Ashmedi, muzyka: Ashmedi) - 05:16
10. "Emissaries and the Mysterium Magnum" (słowa: Ashmedi, muzyka: Moloch, Ashmedi) - 07:20
11. "Extemporized Ophthalmic Release" (muzyka: Ashmedi)- 3:25 (utwór ukryty)

## Twórcy
- Ashmedi - gitara rytmiczna, gitara prowadząca, śpiew, instrumenty perkusyjne, akustyczna gitara dwunastostrunowa, produkcja, aranżacje, inżynieria dźwięku, miksowanie, mastering (Flying Pig Studios, Schwerte, Niemcy)
- Moloch - gitara rytmiczna, gitara prowadząca, śpiew, buzuki
- Al'Hazred - gitara basowa, śpiew
- Y. XUL - perkusja, śpiew
- Siggi Bemm - inżyieria dźwięku
- Dennis Koehne - inżynieria dźwięku, miksowanie, mastering (Flying Pig Studios, Schwerte, Niemcy)
- Osmose Productions - producent wykonawczy
- Stephane Laniray - zdjęcia
- Basia Jakubek - transkrypcje sumeryjskie i akadyjskie
- Matthias Heine - wokal wspierający
- Mukhtar Sarouz - flet (utwór "The Scribes of Kur")
- Remco Helbers - sitar (utwór "The Scribes of Kur")